# Anodonthyla emilei
Anodonthyla emilei Vences, Glaw, Köhler and Wollenberg, 2010 è una rana della famiglia Microhylidae, endemica del Madagascar.

## Descrizione

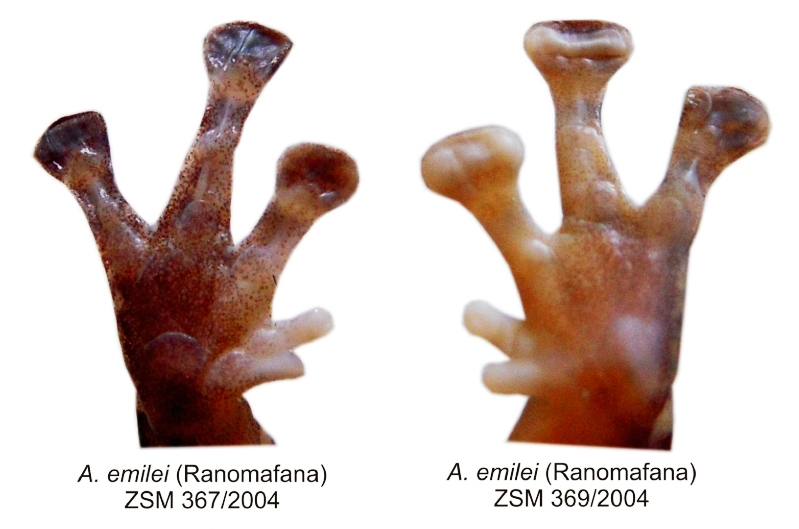
Visione della superficie palmare di due maschi di A. emilei che mostra i rapporti tra primo dito e prepollex

La lunghezza di questo microilide è di 23–29 mm.

Come nelle altre specie del genere Anodonthyla, nei maschi è presente un dito rudimentale addizionale sul versante preassiale del pollice, detto prepollex, che generalmente è strettamente connesso al primo dito per la gran parte della sua lunghezza. Sia nei maschi che nelle femmine il primo dito è molto corto rispetto ad altri generi della sottofamiglia Cophylinae.

## Distribuzione e habitat
Questa specie è presente soltanto all'interno del parco nazionale di Ranomafana, nella provincia di Fianarantsoa, Madagascar sud-orientale, ad altitudini superiori ai 1.000 m sul livello del mare.

## Biologia

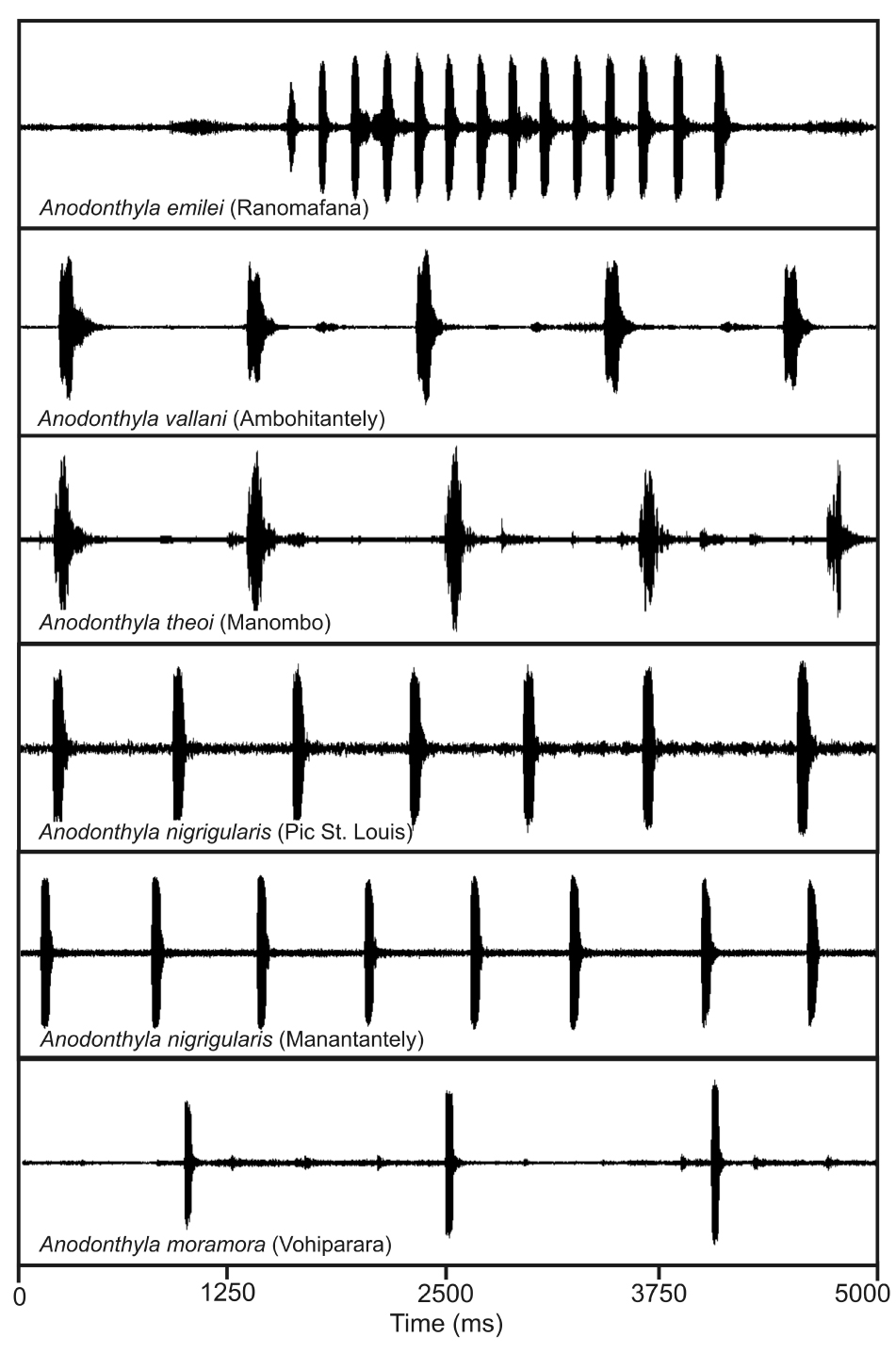
Richiamo di A. emilei (in alto) raffrontato ad altre specie di Anotonthyla

Anodonthyla emilei è una specie arboricola, che trova rifugio nei buchi del tronco degli alberi.

Ha un richiamo caratterizzato da una rapida serie di 13-14 note, di durata 58-81 ms, con una frequenza dominante di 2500–2660 Hz, ripetute in rapida successione, il che consente facilmente di differenziarla dalle altre specie di Anodonthyla, il cui richiamo si basa sulla ripetizione di un'unica nota.